# 仁木琢郎
仁木 琢郎（にき たくろう、2000年10月29日 - ）は、日本の男性プロレスラー。2AW所属。新潟県燕市出身。血液型A型。

## 経歴
2018年
- 8月12日、WRESTLE-1主催の「第2回ゴールデンルーキープロジェクト」に合格[1]。

2019年
- 10月23日、WRESTLE-1後楽園ホール大会でのvsカズ・ハヤシ戦にてデビュー。

2020年
- 3月8日、WRESTLE-1京都大会にて藤村加偉とのシングルマッチで、8分33秒逆エビ固めで下し自力初勝利。
- 4月1日、WRESTLE-1が後楽園ホール大会をもって活動休止。以後はフリーとして活動。
- 7月1日、2AWに入団[2]。
- 7月5日、2AW旗揚げ1周年記念大会 GRAND SLAM in TKPガーデンシティ千葉にて、リング上で入団挨拶。十枝会長より目標を聞かれ、2AWの無差別級王座を狙うと宣言。所属初戦は、チチャリート•翔耀と対戦、6分29秒逆片エビ固めで下し勝利。

2021年
- 9月29日、天龍プロジェクトに参戦。
- 10月17日、チーバトル111での花見達也とのシングルマッチ後に、花見達也•真霜拳號•十嶋くにおのチームへ加入（後の紅炎）。

2022年
- 6月16日、天龍プロジェクト新木場大会での椎葉おうじとのシングルマッチ後にタッグ結成。チーム名は、レッドブルー。
- 9月11日、GRAND SLAM in 後楽園ホール大会にて行われた2AWタッグ選手権試合で、王者組、吉田綾斗•エシリオを下し第12代目王者組となる。（パートナーは花見達也）
- 10月30日、GRAND SLAM in TKPガーデンシティ千葉大会にて行われた2AWタッグ選手権試合で、挑戦者組の滝澤大志•若松大樹を、19分35秒マッドスプラッシュ→エビ固めで下し初防衛に成功
- 12月25日、GRAND SLAM in TKPガーデンシティ千葉大会にて行われた2AWタッグ選手権試合で、挑戦者組の旭志織•PSYCHOを下し2度目の防衛に成功。

2023年
- 2月19日、GRAND SLAM in TKPガーデンシティ千葉大会にて行われた2AWタッグ選手権試合で、挑戦者組の最上九•笹村あやめを下し3度目の防衛に成功。
- 3月26日、GRAND SLAM in 後楽園ホール大会にて行われた2AWタッグ選手権試合で、挑戦者組の本田アユム•CHANGOを、16分26秒　朱雀→片エビ固めで下し4度目の防衛に成功。
- 3月26日、天龍プロジェクト新木場大会にて行われたインターナショナルジュニアタッグ選手権で王者組、新井健一郎•レイパロマを、13分3秒マッドスプラッシュ→エビ固めで下し第23代目王者組となる。（パートナーは椎葉おうじ）
- 4月23日、GRAND SLAM in TKPガーデンシティ千葉大会にて行われた2AWタッグ選手権試合で、挑戦者組の滝澤大志•若松大樹に敗れ、防衛に失敗。
- 5月20日、天龍プロジェクト大阪大会にて行われたインターナショナルジュニアタッグ選手権で、挑戦者組の拳剛& “brother”YASSHIを下し初防衛に成功。
- 6月20日、天龍プロジェクト新木場大会にて行われたインターナショナルジュニアタッグ選手権で、挑戦者組の谷嵜なおき&児玉裕輔を17分10秒マッドスプラッシュ→エビ固めで下し2度目の防衛に成功。
- 8月16日、天龍プロジェクト新木場大会にて行われたインターナショナルジュニアタッグ選手権で、挑戦者組の進祐哉&矢野啓太に18分30秒レフェリーストップで敗れ防衛に失敗。
- 9月17日〜24日（4日間）で開催された、ACTIVE ADVANCE TOURNAMENTで優勝。優勝後、2AW無差別級王座挑戦表明。 1回戦(9/18)vs超人勇者Gヴァリオン、9分59秒マッドスプラッシュ→エビ固め。2回戦(9/23)vs笹村あやめ、14分7秒丸め込み。準決勝(9/24)vs羆嵐、11分26秒ウラカン・ラナ。決勝(9/24)vs若松大樹、12分13秒マッドスプラッシュ→エビ固め。
- 9月29日、GRAND SLAM in TKPガーデンシティ千葉大会にて行われた2AW無差別級王座選手権で、王者 佐藤耕平を16分50秒ウラカン・ラナで下し第9代2AW無差別級王者になる。
- 12月2日、GRAND SLAM in 後楽園ホール大会にて行われた2AW無差別級王座選手権試合で、挑戦者カズ•ハヤシを、15分18秒　マッドスプラッシュ→片エビ固めで下し初防衛に成功。
- 12月24日、GRAND SLAM in TKPガーデンシティ千葉大会にて行われた2AW無差別級王座選手権で、挑戦者若松大樹を、15分35秒ドロップキック→エビ固めで下し2度目の防衛に成功。

2024年
- 2月18日、GRAND SLAM in TKPガーデンシティ千葉大会にて行われた2AW無差別級王座選手権で、挑戦者吉野コータローを、18分47秒ファイナルカット→片エビ固めで下し3度目の防衛に成功。
- 3月20日、GRAND SLAM in 後楽園ホール大会にて行われた2AW無差別級王座選手権試合で、挑戦者吉田綾斗を、21分01秒Turn Over→エビ固めで下し4度目の防衛に成功。
- 4 月28日、GRAND SLAM in TKPガーデンシティ千葉大会にて行われた2AW無差別級王座選手権で、 挑戦者花見達也を、23分42秒マッドスプラッシュ→エビ固めで下し5度目の防衛に成功。
- 5月26日、GRAND SLAM in 2AWスクエア大会にて行われた2AW無差別級王座選手権で、 挑戦者本田アユムを、21分47秒マッドスプラッシュ→エビ固めで下し6度目の防衛に成功。
- 6月23日、GRAND SLAM in TKPガーデンシティ千葉大会にて行われた2AW無差別級王座選手権で、挑戦者滝澤大志に25分22秒ムーサルト・プレス→片エビ固めで敗れ防衛に失敗。

2025年
- 6月22日、GRAND SLAM in TKPガーデンシティ千葉大会にて行われた2AWタッグ選手権試合で、王者組、旭志織•大石真翔を18分53秒朱雀→片エビ固めで下し、第19代王者組となる。（パートナーは花見達也、2度目の戴冠）

## 得意技
- ドロップキック
- マッドスプラッシュ
- スイングDDT
- 燕クラッチ
- ファイナルカット
- えびす落とし

## タイトル歴
- 第12代,19代2AWタッグ王座（パートナーは花見達也）
- 第23代インターナショナルジュニアヘビー級タッグ王座（パートナーは椎葉おうじ）
- 第9代2AW無差別級王座